# Opilio decoratus
Opilio decoratus is een hooiwagen uit de familie echte hooiwagens (Phalangiidae).